# 문화복장학원

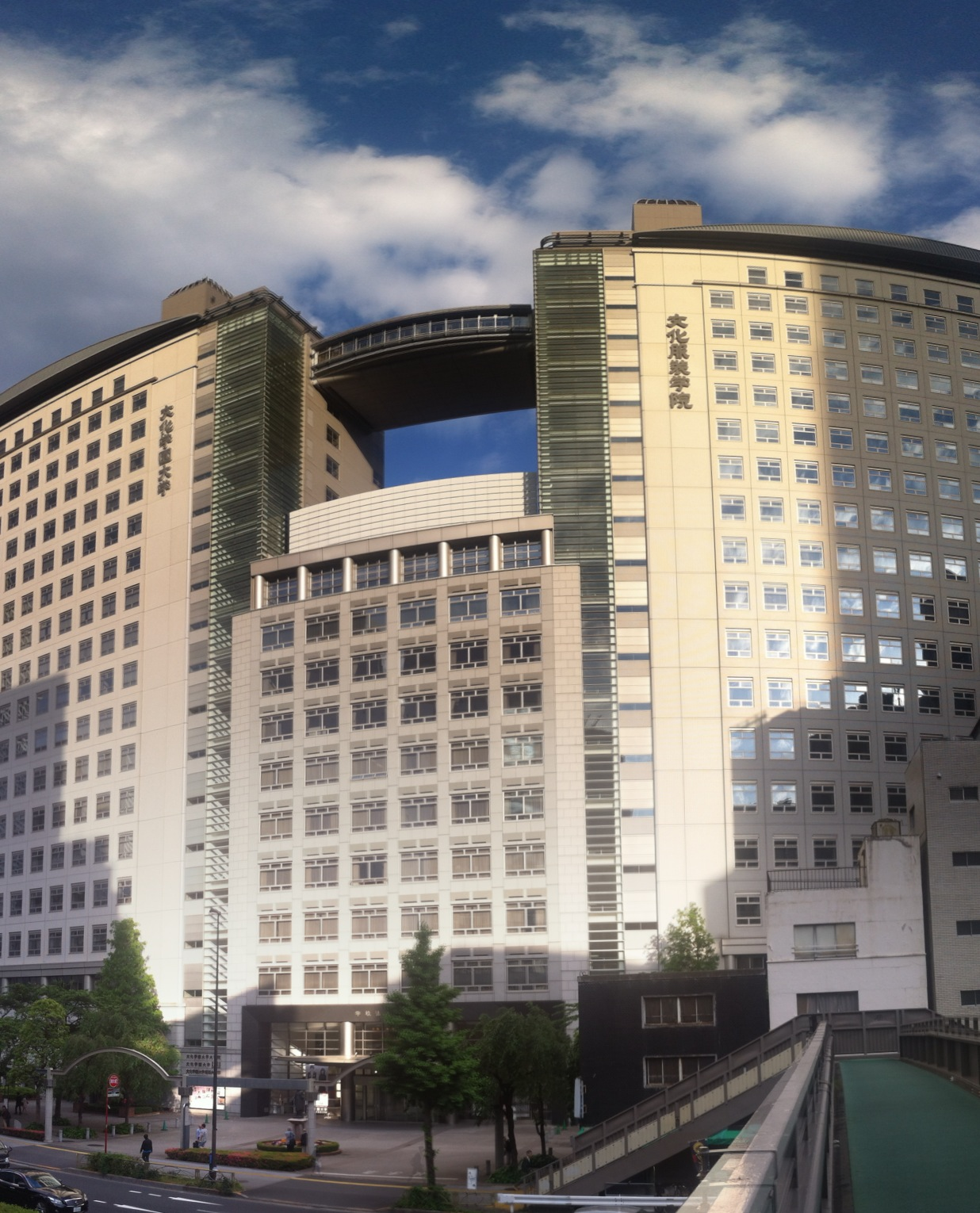
문화복장학원 건물

문화복장학원(일본어: 文化服装学院 분카후쿠소가쿠인[*])은 일본 도쿄도 신주쿠에 위치한 일본을 대표하는 세계적인 패션스쿨이다.
세계 10대 패션스쿨에 속해있으며,아시아에서 가장 인정받는 패션스쿨이다. 2015년 비즈니스 오브 패션(business of fashion)의 패션스쿨 랭킹에서 세계 2위를 기록하였다.
KENZO의 창시자 다카다 겐조, 꼼데가르송의 준야 와타나베, 야마모토요지, 고시노히로코, 고시노쥰코, 등 일본 유명 패션 디자이너들은 대부분 이 학교 출신이다.